# Halowe Mistrzostwa Europy w Lekkoatletyce 1981
XII Halowe Mistrzostwa Europy odbyły się 21-22 lutego 1981 w Grenoble w Palais des Sports Po raz ostatni biegi krótkie (płaskie i płotkarskie) rozegrano na dystansie 50, a nie 60 metrów. Po raz pierwszy rozegrano zawody w chodzie sportowym (jako konkurencję pokazową).

## Wyniki zawodów

### Mężczyźni

#### Konkurencje biegowe
| konkurencja                           | złoto                        | złoto   | srebro                     | srebro  | brąz                        | brąz    |
| ------------------------------------- | ---------------------------- | ------- | -------------------------- | ------- | --------------------------- | ------- |
| Bieg na 50 m (szczegóły)              | Marian Woronin · Polska      | 5,65 CR | Władimir Murawjow · ZSRR   | 5,76    | Andriej Szlapnikow · ZSRR   | 5,77    |
| Bieg na 400 m (szczegóły)             | Andreas Knebel · NRD         | 46,52   | Martin Weppler · RFN       | 46,88   | Stefano Malinverni · Włochy | 46,96   |
| Bieg na 800 m (szczegóły)             | Herbert Wursthorn · RFN      | 1:47,70 | András Paróczai · Węgry    | 1:47,73 | Antonio Páez · Hiszpania    | 1:48,31 |
| Bieg na 1500 m (szczegóły)            | Thomas Wessinghage · RFN     | 3:42,64 | Uwe Becker · RFN           | 3:43,02 | Mirosław Żerkowski · Polska | 3:44,32 |
| Bieg na 3000 m (szczegóły)            | Alexandre Gonzalez · Francja | --      | Ewgeni Ignatow · Bułgaria  | --      | Walerij Abramow · ZSRR      | --      |
| Bieg na 50 m przez płotki (szczegóły) | Arto Bryggare · Finlandia    | 6,47 CR | Javier Moracho · Hiszpania | 6,48    | Guy Drut · Francja          | 6,54    |

#### Konkurencje techniczne
| konkurencja                | złoto                         | złoto    | srebro                     | srebro | brąz                          | brąz  |
| -------------------------- | ----------------------------- | -------- | -------------------------- | ------ | ----------------------------- | ----- |
| Skok wzwyż (szczegóły)     | Roland Dalhäuser · Szwajcaria | 2,29     | Carlo Thränhardt · RFN     | 2,25   | Dietmar Mögenburg · RFN       | 2,25  |
| Skok o tyczce (szczegóły)  | Thierry Vigneron · Francja    | 5,70 =WR | Aleksandr Krupski · ZSRR   | 5,65   | Jean-Michel Bellot · Francja  | 5,65  |
| Skok w dal (szczegóły)     | Rolf Bernhard · Szwajcaria    | 8,01     | Antonio Corgos · Hiszpania | 7,97   | Szamil Abbiasow · ZSRR        | 7,95  |
| Trójskok (szczegóły)       | Szamil Abbiasow · ZSRR        | 17,30 WR | Klaus Kübler · RFN         | 16,73  | Aston Moore · Wielka Brytania | 16,73 |
| Pchnięcie kulą (szczegóły) | Reijo Ståhlberg · Finlandia   | 19,48    | Luc Viudès · Francja       | 19,41  | Zlatan Saračević · Jugosławia | 19,40 |

### Kobiety

#### Konkurencje biegowe
| konkurencja                           | złoto                                  | złoto    | srebro                     | srebro  | brąz                           | brąz    |
| ------------------------------------- | -------------------------------------- | -------- | -------------------------- | ------- | ------------------------------ | ------- |
| Bieg na 50 m (szczegóły)              | Sofka Popowa · Bułgaria                | 6,17 CR  | Linda Haglund · Szwecja    | 6,17    | Marita Koch · NRD              | 6,19    |
| Bieg na 400 m (szczegóły)             | Jarmila Kratochvílová · Czechosłowacja | 50,07 CR | Natalja Boczina · ZSRR     | 52,32   | Verona Elder · Wielka Brytania | 52,37   |
| Bieg na 800 m (szczegóły)             | Hildegard Ullrich · NRD                | 2:00,94  | Swetła Złatewa · Bułgaria  | 2:01,37 | Nikolina Szterewa · Bułgaria   | 2:02,50 |
| Bieg na 1500 m (szczegóły)            | Agnese Possamai · Włochy               | 4:07,49  | Walentina Iljinych · ZSRR  | 4:08,17 | Lubow Smołka · ZSRR            | 4:08,64 |
| Bieg na 50 m przez płotki (szczegóły) | Zofia Bielczyk · Polska                | 6,74 =WR | Marija Kiemienczeży · ZSRR | 6,80    | Tatjana Anisimowa · ZSRR       | 6,81    |

#### Konkurencje techniczne
| konkurencja                | złoto                 | złoto   | srebro                              | srebro | brąz                    | brąz  |
| -------------------------- | --------------------- | ------- | ----------------------------------- | ------ | ----------------------- | ----- |
| Skok wzwyż (szczegóły)     | Sara Simeoni · Włochy | 1,97 CR | Elżbieta Krawczuk · Polska          | 1,94   | Urszula Kielan · Polska | 1,94  |
| Skok w dal (szczegóły)     | Karin Hänel · RFN     | 6,77 WR | Sigrid Heimann · NRD                | 6,66   | Jasmin Fischer · RFN    | 6,65  |
| Pchnięcie kulą (szczegóły) | Ilona Slupianek · NRD | 20,77   | Helena Fibingerová · Czechosłowacja | 20,64  | Helma Knorscheidt · NRD | 20,12 |

### konkurencja pokazowa – mężczyźni
| konkurencja                | złoto                | złoto    | srebro                     | srebro   | brąz                      | brąz     |
| -------------------------- | -------------------- | -------- | -------------------------- | -------- | ------------------------- | -------- |
| Chód na 5000 m (szczegóły) | Hartwig Gauder · NRD | 19:08,59 | Maurizio Damilano · Włochy | 19:13,90 | Gérard Lelièvre · Francja | 19:55,02 |

## Klasyfikacja medalowa
Do klasyfikacji zostały włączone medale zdobyte w chodzie.
| Miejsce | Państwo         | Złoto | Srebro | Brąz | Razem |
| ------- | --------------- | ----- | ------ | ---- | ----- |
| 1.      | NRD             | 4     | 1      | 2    | 7     |
| 2.      | RFN             | 3     | 4      | 2    | 9     |
| 3.      | Francja         | 2     | 1      | 3    | 6     |
| 4.      | Polska          | 2     | 1      | 2    | 5     |
| 5.      | Włochy          | 2     | 1      | 1    | 4     |
| 6.      | Finlandia       | 2     | 0      | 0    | 2     |
| 6.      | Szwajcaria      | 2     | 0      | 0    | 2     |
| 8.      | ZSRR            | 1     | 5      | 5    | 11    |
| 9.      | Bułgaria        | 1     | 2      | 1    | 4     |
| 10.     | Czechosłowacja  | 1     | 1      | 0    | 2     |
| 11.     | Hiszpania       | 0     | 2      | 1    | 3     |
| 12.     | Szwecja         | 0     | 1      | 0    | 1     |
| 12.     | Węgry           | 0     | 1      | 0    | 1     |
| 14.     | Wielka Brytania | 0     | 0      | 2    | 2     |
| 15.     | Jugosławia      | 0     | 0      | 1    | 1     |
| Razem   | Razem           | 20    | 20     | 20   | 60    |

## Objaśnienia skrótów
WR – rekord świata
CR – rekord mistrzostw Europy